# 有明山 (安曇野市・松川村)
有明山（ありあけやま、ありあけざん）は、飛騨山脈（北アルプス）にある標高2,268 mの山。常念山脈の前衛に位置し、山体すべてが長野県に属する。

## 概要

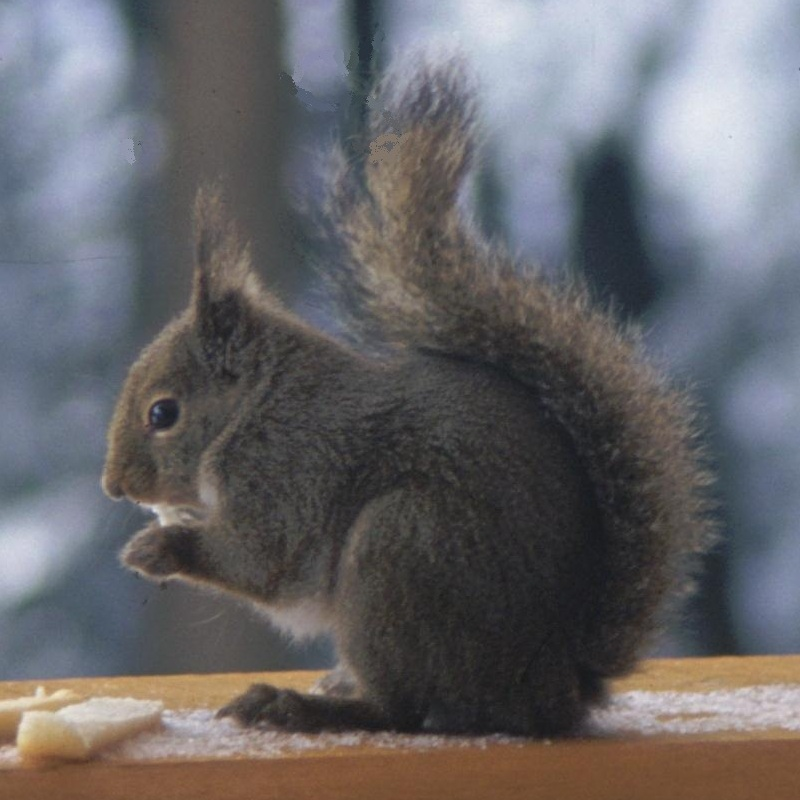
有明山の原生林にはニホンリスなどの動物が生息している。

大糸線有明駅の西北西10.2 kmに位置する。その独特の台形の山体が富士山に似ていることから有明富士（信濃富士・安曇富士）とも呼ばれる郷土富士である。森林限界帯が無いので冬場でも山全体が雪に覆われることが少なく、それが北アルプスの景観を邪魔しているとも言われることもある。ただ、それが逆に有明山を際立たせることにもなっている。山頂部は、北岳・中岳・南岳の3つのピークからなる。最高点の北岳と南岳の間に、二等三角点が設置されている。新生代に隆起して形成された山であり、山体は黒雲母花崗岩からなる。風化が進み急峻な地形で、滝や奇石・巨石が見られる。
山岳信仰の山でもあり、山麓に有明山神社が置かれ、地元住民に親しまれている。山頂の北岳には有明山神社の奥宮がある。日本二百名山に選定されていて、山域の南部は中部山岳国立公園内にある。山域は開発が行われず多くの自然が残されている。コメツガやシラビソなどの原生林に覆われ、イワナシ・コケモモ・シャクナゲ・シラタマノキや亜高山帯の植物が見られる。ニホンツキノワグマ・ニホンカモシカ・ニホンジカ・ニホンリスなどの動物が生息している。

## 山名の由来
天照大神が岩戸にこもった際に、天手力男命が投げた岩戸が有明山に落ち止まり、それ以降天下が明るくなったという伝説が山名の由来の一説である。古くは取放山、戸放が嶽、戸放山、鳥放が嶽とも言った。

## 歴史
古来麓の人々に「信濃富士」「安曇富士」と呼ばれ、霊山として崇拝されていた。西行法師が「信濃なる有明山を西に見て　心細野の道を行くなり」、藤原定家が「てりかはる紅葉をみねの光にて　まつ月細き有明の山」、後鳥羽院が「かたしきの衣手寒く時雨つつ　有明山にかかるむらくも」と詠む等、多くの和歌で有明山が詠われた。
- 1721年（享保6年）7月8日 - 修験者の宥快が開山した[3]。その後山頂に小さな祠が建てら、明治まで多くの登拝者が訪れた[6]。その記録が『有明開山略記』で記されている[4]。
- 1873年（明治6年）10月8日 - 木喰天明行者が黒井沢からの修験道を開設した[4]。
- 1912年（大正元年）8月14日 - 中房温泉に泊ったウォルター・ウェストンが、山案内人ら5名で裏道から登頂[4][9]。
- 1934年（昭和9年）12月4日 - 山域の南部が中部山岳国立公園に指定された[7]
- 1968年（昭和43年） - 麓の松川村で縄文時代の「有明山遺跡」が発掘された[10]。
- 1985年（昭和60年）9月 - 池田工業高等学校の山岳部員らにより、松川村の馬羅尾沢からの登山道（有明開山略記で記されていた開山時の登路）が復元された[4]。
- 1988年（昭和63年） - この年から松川村観光協会による集団登山のイベントが開催されている[11][12]。
- 2011年（平成23年） - NHK連続テレビ小説のおひさまで、安曇野から望む有明山の風景が紹介された。

## 登山
古くは信仰対象の山で明治時代まで各地からの修験者が登頂していた。隣の燕岳などと比較すると登山者は少ない。各方面から三つの登山道が開設されていて、中房温泉からのルート（裏道）が最も利用されているルートである。黒井沢からのコースの表道には、多くの石碑が並んでいる。
- 中房温泉からのコース（裏道） 中房温泉 - 有明登山口（有明荘） - 窪地 - 北岳（有明神社奥宮） - 中岳 - 南岳
- 馬羅尾沢からのコース 馬羅尾林道 - 大曲 - 不動の滝 - 落合 - 北岳 - 中岳 - 南岳
- 黒井沢からのコース（表道） 長野県道327号槍ヶ岳矢村線宮城 - 黒井沢 - 妙見滝 - 白河滝 - 南岳 - 中岳 - 北岳

## 地理

### 周辺の山
常念山脈北部の清水岳から南東に派生する尾根の最南端に位置する山である。北峰が有明山の最高点である。
| 山容 | 山名     | 標高 (m) | 三角点等級 基準点名 | 有明山からの 方角と距離(km) | 備考                                  |
| ---- | -------- | -------- | ------------------- | --------------------------- | ------------------------------------- |
|      | 燕岳     | 2,762.85 | 二等 「燕岳」       | 西北西 5.5                  | 燕山荘 日本二百名山                   |
|      | 有明山   | 2,268.34 | 二等 「有明山｝     | 0                           | 郷土富士、有明山神社 日本二百名山     |
|      | 東天井岳 | 2,814    |                     | 南西 6.5                    |                                       |
|      | 横通岳   | 2,766.99 | 三等 「赤樽」       | 南西 6.6                    |                                       |
|      | 大天井岳 | 2,921.91 | 三等 「天章山」     | 西南西 6.9                  | 常念山脈の最高峰 大天荘、日本二百名山 |
|      | 常念岳   | 2,857    |                     | 南南西 8.2                  | 常念小屋 日本百名山                   |

### 源流の河川
源流となる以下の信濃川水系の河川であり、日本海へ流れる。
- 黒川沢、曲り沢　（中房川の支流） - 黒川沢上流部には、妙見滝と白河滝がある。
- 芦間川 - 上流部に不動滝がある。

## 関連画像
|                             |                         |                                             |
| 春の有明山 喜作新道から望む | 夏の有明山 燕岳から望む | 麓の安曇野市穂高地区にある 有明山神社の里宮 |